# Wall Street (linea IRT Lexington Avenue)
Wall Street è una stazione della metropolitana di New York situata sulla linea IRT Lexington Avenue. Nel 2019 è stata utilizzata da 5 720 475 passeggeri. È servita dalla linea 4 sempre e dalla linea 5 sempre tranne di notte.

## Storia
La stazione fu aperta il 12 giugno 1905. Nel 2004 è stata inserita nel National Register of Historic Places.

## Strutture e impianti
La stazione è sotterranea, ha due banchine laterali e due binari. È posta al di sotto di Broadway e non ha un mezzanino. La banchina in direzione downtown ha tre ingressi, ognuno con il proprio gruppo di tornelli, quello meridionale è composto da due scale incorporate nella facciata dell'Empire Building, quello centrale da due scale poste nell'angolo nord-ovest dell'incrocio con Rector Street e quello settentrionale da una scala all'interno di 111 Broadway. La banchina in direzione uptown ha invece tre scale che portano sul lato est di Broadway vicino all'incrocio con Wall Street. Le due banchine sono collegate tra di loro attraverso due corridoi posti sotto il piano binari. Esiste anche un collegamento fuori dai tornelli che porta al mezzanino della stazione Broad Street della linea BMT Nassau Street.

## Interscambi
La stazione è servita da alcune autolinee gestite da NYCT Bus e NJT Bus.
- Fermata autobus